# فرانسه در المپیک تابستانی ۱۹۶۸
فرانسه در بازی‌های المپیک تابستانی ۱۹۶۸ که در شهر مکزیکو سیتی مکزیک برگزار شد، کاروان فرانسه با ۲۰۰ ورزشکار در این رقابت‌ها شرکت کرد و موفق به کسب ۱۵ مدال (۷ طلا، ۳ نقره، ۵ برنز) شد. در جدول رتبه‌بندی توزیع مدال‌ها، فرانسه در ردهٔ ۶ مسابقات قرار گرفت.